# ディメンションユナイテッド
株式会社ディメンションユナイテッド（英: DIMENSION UNITED inc.）は、東京都目黒区に本社を置く、映像をはじめとしたエンターテイメントの各分野の企画・制作を行なう企業。